# Муха (руководитель восстания)
Му́ха (настоящее имя неизвестно; умер около 1492 года) — предводитель крупного крестьянского волнения в 1490—1492 годах на севере Молдавии (в Покутье), в Галицкой земле и Подолии.
О нём мало что известно, вся информация касается восстания (известно 11 документов об этом событии). Муха происходил из крестьянского сословия. Этнически принадлежал к русинам (то есть украинцам), а по некоторым данным из валахов. Предполагается, что действовавший в Прикарпатье и Северной Буковине, и хорошо знавший этот район, должен был быть родом из этих мест. Возможно он происходил из Коломыи.
Восставшие (до 9-10 тысяч человек) в 1490 году беспощадно расправлялись с феодалами. Были захвачены города Снятын, Коломыя, Галич, направились на Львов, но в битве у города Рогатина на Днестре ополчение Русского воеводства с помощью тевтонских рыцарей разбили их. В 1491 году восстание вспыхнуло с новой силой. Во главе восстания стал Андрей Боруля. По некоторым сведениям, под этим именем выступал тот же Муха. Восставшие дошли до Галича, но вскоре потерпели поражение.
В 1492 году вспыхнуло новое восстание, где снова предводителем был некий Муха. Но тогда же был схвачен местной шляхтой и доставлен в тюрьму в Кракове, где возможно он умер.